# پورت کولدن (نیوجرسی)
پورت کولدن (به انگلیسی: Port Colden) یک منطقهٔ مسکونی در ایالات متحده آمریکا است که در ناحیه واشینگتن، شهرستان وارن، نیوجرسی واقع شده‌است. پورت کولدن ۰٫۵۰۹ کیلومتر مربع مساحت و ۱۲۲ نفر جمعیت دارد و ۱۶۲ متر بالاتر از سطح دریا واقع شده‌است.